# Аноа (Шер)
Аноа (фр. Annoix) насеље је и општина у централној Француској у региону Центар (регион), у департману Шер која припада префектури Бурж.
По подацима из 2011. године у општини је живело 230 становника, а густина насељености је износила 19,51 становника/km². Општина се простире на површини од 11,79 km². Налази се на средњој надморској висини од 175 метара (максималној 179 m, а минималној 142 m).

## Демографија
| 1962. | 1968. | 1975. | 1982. | 1990. | 1999. | 2011. |
| ----- | ----- | ----- | ----- | ----- | ----- | ----- |
| 181   | 189   | 221   | 286   | 282   | 263   | 230   |

График промене броја становника у току последњих година